# 1972年の読売ジャイアンツ
1972年の読売ジャイアンツでは、1972年の読売ジャイアンツの動向をまとめる。
この年の読売ジャイアンツは、川上哲治監督の12年目のシーズンであり、V9の8年目のシーズンである。

## 概要
前年7連覇を果たしこの年も優勝候補の本命として8連覇への期待がかかるチームだったが、開幕ダッシュに成功した前年とは違って4月は平凡なスタート。5月以降は中日から首位の座を奪うと打撃陣では王貞治・長嶋茂雄などが打ちまくり、崩壊寸前の投手陣をカバーして前半戦を首位で折り返す。主力の高齢化もあり、辛うじて接戦で勝つ試合が多くなったチームは5月と7月に2度阪神に同率首位に並ばれた。しかし8月26日から9連勝で阪神とのゲーム差を広げていき、最終的に8連覇を達成。10月7日の甲子園球場の阪神戦でリーグ優勝を決めたが、直後に乱入した約2000人の阪神ファンによってグラウンドが占拠されために川上哲治監督の胴上げは中止となった。
この年は阪神と相性がよく、8月後半以降の同一カード6連勝（1分含む）も含めて16勝8敗2分と勝ち越したが、3位の中日には11勝15敗で負け越し、5位の大洋には13勝13敗と苦戦した。日本シリーズは2年連続で西本幸雄監督率いる阪急との対決となり、前年同様パ・リーグ盗塁王の常連となった福本豊をはじめ長池徳士・加藤秀司・大熊忠義といった阪急の強力打線を封じられるかに話題が集中したが、この年最多勝と最高勝率を獲得した堀内恒夫や高橋一三など投手陣が徹底的に封じ最終的に4勝1敗で8年連続の日本一に輝き、西宮球場で川上監督が胴上げされた。投手陣はチーム防御率が3.43のリーグ3位に甘んじたが、52完投はリーグ1位。打撃陣はチーム本塁打・盗塁ともにリーグ1位で、打率も.254のリーグ1位を記録した。

## チーム成績

### レギュラーシーズン
| 1 | 右 | 柴田勲   |
| 2 | 二 | 土井正三 |
| 3 | 一 | 王貞治   |
| 4 | 三 | 長嶋茂雄 |
| 5 | 左 | 高田繁   |
| 6 | 中 | 槌田誠   |
| 7 | 遊 | 黒江透修 |
| 8 | 捕 | 森昌彦   |
| 9 | 投 | 堀内恒夫 |

| 順位 | 4月終了時 | 4月終了時 | 5月終了時 | 5月終了時 | 6月終了時 | 6月終了時 | 7月終了時 | 7月終了時 | 8月終了時 | 8月終了時 | 最終成績 | 最終成績 |
| ---- | --------- | --------- | --------- | --------- | --------- | --------- | --------- | --------- | --------- | --------- | -------- | -------- |
| 1位  | 中日      | --        | 巨人      | --        | 巨人      | --        | 巨人      | --        | 巨人      | --        | 巨人     | --       |
| 2位  | 大洋      | 1.0       | 阪神      | --        | 大洋      | 2.5       | 阪神      | --        | 阪神      | 4.0       | 阪神     | 3.5      |
| 3位  | 巨人      | 2.0       | 大洋      | 1.5       | 阪神      | 3.0       | 大洋      | 4.0       | 大洋      | 8.5       | 中日     | 7.0      |
| 4位  | 広島      | 3.0       | 中日      | 5.0       | 中日      | 4.0       | 中日      | 5.0       | 中日      | 9.0       | ヤクルト | 14.5     |
| 5位  | 阪神      | 4.0       | 広島      | 7.5       | ヤクルト  | 13.0      | ヤクルト  | 8.5       | ヤクルト  | 12.0      | 大洋     | 17.0     |
| 6位  | ヤクルト  | 5.0       | ヤクルト  | 10.0      | 広島      | 13.5      | 広島      | 12.5      | 広島      | 20.5      | 広島     | 24.0     |

| 順位 | 球団             | 勝 | 敗 | 分 | 勝率 | 差   |
| 1位  | 読売ジャイアンツ | 74 | 52 | 4  | .587 | 優勝 |
| 2位  | 阪神タイガース   | 71 | 56 | 3  | .559 | 3.5  |
| 3位  | 中日ドラゴンズ   | 67 | 59 | 4  | .532 | 7.0  |
| 4位  | ヤクルトアトムズ | 60 | 67 | 3  | .472 | 14.5 |
| 5位  | 大洋ホエールズ   | 57 | 69 | 4  | .452 | 17.0 |
| 6位  | 広島東洋カープ   | 49 | 75 | 6  | .395 | 24.0 |

### 日本シリーズ
| 日付                                    | 試合   | ビジター球団（先攻） | スコア   | ホーム球団（後攻） | 開催球場     |
| --------------------------------------- | ------ | -------------------- | -------- | ------------------ | ------------ |
| 10月21日（土）                          | 第1戦  | 阪急ブレーブス       | 3 - 5    | 読売ジャイアンツ   | 後楽園球場   |
| 10月22日（日）                          | 第2戦  | 雨天中止             | 雨天中止 | 雨天中止           | 後楽園球場   |
| 10月23日（月）                          | 第2戦  | 阪急ブレーブス       | 4 - 6    | 読売ジャイアンツ   | 後楽園球場   |
| 10月24日（火）                          | 移動日 | 移動日               | 移動日   | 移動日             | 移動日       |
| 10月25日（水）                          | 第3戦  | 読売ジャイアンツ     | 3 - 5    | 阪急ブレーブス     | 阪急西宮球場 |
| 10月26日（木）                          | 第4戦  | 読売ジャイアンツ     | 3 - 1    | 阪急ブレーブス     | 阪急西宮球場 |
| 10月27日（金）                          | 第5戦  | 雨天中止             | 雨天中止 | 雨天中止           | 阪急西宮球場 |
| 10月28日（土）                          | 第5戦  | 読売ジャイアンツ     | 8 - 3    | 阪急ブレーブス     | 阪急西宮球場 |
| 優勝：読売ジャイアンツ（8年連続16回目） |        |                      |          |                    |              |

## オールスターゲーム1972
- 選出選手及びスタッフ

| ポジション | 名前     | 選出回数 |
| ---------- | -------- | -------- |
| 監督       | 川上哲治 |          |
| 投手       | 堀内恒夫 | 6        |
| 一塁手     | 王貞治   | 13       |
| 三塁手     | 長嶋茂雄 | 15       |
| 遊撃手     | 黒江透修 | 5        |
| 外野手     | 高田繁   | 5        |
| 外野手     | 末次民夫 | 初       |

- 太字はファン投票による選出。

## できごと
- 4月29日 - 広島東洋カープ戦、外木場義郎のノーヒットノーラン（自身3度目）を許す。巨人がノーヒットノーランをやられたのは、1965年のジーン・バッキー投手（阪神）以来。
- 6月22日 - ヤクルトアトムズ（明治神宮野球場）の6回表、日本タイ記録となる「1イニング13得点」を達成。
- 9月19日 - 阪神タイガース戦（阪神甲子園球場）で、王貞治一塁手が6試合連続本塁打の日本新記録を達成、翌9月20日の阪神戦でも打って記録を「7試合」まで伸ばす。

## 表彰選手
| リーグ・リーダー | リーグ・リーダー | リーグ・リーダー | リーグ・リーダー |
| 選手名           | タイトル         | 成績             | 回数             |
| ---------------- | ---------------- | ---------------- | ---------------- |
| 堀内恒夫         | 最優秀選手       |                  | 初受賞           |
| 堀内恒夫         | 最多勝利         | 26勝             | 初受賞           |
| 堀内恒夫         | 最高勝率         | .743             | 5年ぶり3度目     |
| 堀内恒夫         | 沢村賞           |                  | 6年ぶり2度目     |
| 王貞治           | 本塁打王         | 48本             | 11年連続11度目   |
| 王貞治           | 打点王           | 120打点          | 2年連続7度目     |
| 王貞治           | 最多出塁数       | 249個            | 6年連続6度目     |
| 柴田勲           | 盗塁王           | 45個             | 3年ぶり4度目     |

| ベストナイン                 | ベストナイン | ベストナイン   |
| 選手名                       | ポジション   | 回数           |
| ---------------------------- | ------------ | -------------- |
| 堀内恒夫                     | 投手         | 初受賞         |
| 王貞治                       | 一塁手       | 11年連続11度目 |
| 長嶋茂雄                     | 三塁手       | 15年連続15度目 |
| 柴田勲                       | 外野手       | 2年連続3度目   |
| 高田繁                       | 外野手       | 4年連続4度目   |
| ダイヤモンドグラブ賞（新設） |              |                |
| 選手名                       | ポジション   | ポジション     |
| 堀内恒夫                     | 投手         | 投手           |
| 王貞治                       | 一塁手       | 一塁手         |
| 長嶋茂雄                     | 三塁手       | 三塁手         |
| 柴田勲                       | 外野手       | 外野手         |
| 高田繁                       | 外野手       | 外野手         |

## ドラフト
| 順位 | 選手名     | ポジション | 所属           | 結果               |
| ---- | ---------- | ---------- | -------------- | ------------------ |
| 1位  | 中井康之   | 投手       | 西京商業高     | 入団               |
| 2位  | 西村高司   | 投手       | 伊香高         | 入団               |
| 3位  | 山本和雄   | 内野手     | 熊谷組         | 入団               |
| 4位  | 原田俊治   | 外野手     | 三菱自動車川崎 | 入団               |
| 5位  | 福島知春   | 捕手       | 新日本製鐵光   | 入団               |
| 6位  | 恒村勝美   | 投手       | 球磨工業高     | 入団               |
| 7位  | 小川邦和   | 投手       | 日本鋼管       | 入団               |
| 8位  | 樋江井忠臣 | 投手       | 三協精機       | 拒否               |
| 9位  | 斎藤啓治   | 投手       | 焼津水産高     | 拒否・日本楽器入社 |
| 10位 | 山本昌樹   | 投手       | 松下電器       | 拒否               |